# Ein starkes Team: Vergiftet
Vergiftet ist ein deutscher Fernsehfilm von Jörg Lühdorff aus dem Jahr 2017. Es handelt sich um die 68. Folge der Krimiserie Ein starkes Team mit Florian Martens und Stefanie Stappenbeck in den Hauptrollen. Es ist der vierte Einsatz von Linett Wachow an der Seite von Otto Garber.

## Handlung
In der Kochshow des Sternekochs Immo Haferkamp kommt es zu einem Giftanschlag, bei dem aber nicht er selbst ums Leben kommt, sondern durch Zufall ein Praktikant. Kriminalhauptkommissar Otto Garber, seine junge Kollegin Linett Wachow und Ben Kolberg werden mit den Ermittlungen betraut. Der Koch ist in seiner Küche ein Despot und hat entsprechend viele Feinde. Allein in den letzten Wochen hat er sieben Leute eingestellt und nach kurzer Zeit wieder entlassen. Er erwartet von seinen Mitarbeitern absolute Unterordnung und Loyalität. Mitleid für Versager gibt es bei ihm nicht. Für Otto Garber ist er ein „arroganter Kotzbrocken“. Zu klären ist nun, wer von den Verdächtigen mit den Lebensmitteln vor der Kochshow in Berührung kommt und auch Blausäure zur Verfügung hat. Die Ermittler gehen aber auch dem Hinweis auf den Schutzgelderpresser Ralf Kern nach, zu dem ein Giftanschlag allerdings nicht passt. Linett Wachow sieht in der Heimtücke des Anschlags einen abgrundtiefen Hass und beleuchtet Haferkamps Arbeitsumfeld näher. Unter den zuletzt Entlassenen fällt die Köchin Anja Lange auf, da sie nach der Zeit bei dem Spitzenkoch nervlich zusammengebrochen war und sich derzeit in einer psychiatrischen Klinik befindet. Während die Ermittlerin dieser Spur nachgeht, verschwindet Haferkamp plötzlich spurlos. Unerwartet findet sie ihn bei Anja Lange, die die Klinik verlassen und bei ihrem Bruder Unterschlupf gefunden hat. Er hat Haferkamp entführt, damit er sieht, was er Anja angetan hat. Sebastian Lange wird daraufhin in Untersuchungshaft genommen, scheidet aber nach Dafürhalten der Ermittler für den Giftanschlag aus.
Nach diesem Vorfall wird der Personenschutz für den Spitzenkoch verstärkt, den auf Reddemanns Anweisung Otto Garber rund um die Uhr übernehmen muss. So lernt er Haferkamp dann auch von einer anderen Seite kennen, die weit weniger arrogant und selbstherrlich ist. Trotzdem kann er nicht verhindern, dass auf Haferkamp geschossen wird. Aufgrund eines Hinweises kann dafür der Schutzgelderpresser Ralf Kern ermittelt und festgenommen werden. Die Kommissare gehen aber davon aus, dass die Gefahr für Haferkamp noch nicht gebannt ist und der Täter nicht ruhen wird, bis er sein Ziel erreicht hat und der Koch tot ist. Linett Wachow findet heraus, dass Anja Lange etwas geahnt und deshalb die Klinik verlassen hatte, um Haferkamp zu warnen. Sie ist sehr eng mit ihrer ehemaligen Arbeitskollegin Sarah Ebstein befreundet, die zu Haferkamps Küchenteam gehört und die sie regelmäßig in der Klinik besucht hat. Sarah Ebstein wird festgenommen und verhört, gibt aber nichts zu. Die Ermittler bemerken, dass sie auffällig oft auf ihre Uhr sieht und somit ist zu vermuten, dass sie einen weiteren Anschlag in Haferkamps Livesendung, die in Kürze beginnt, geplant hat. Sie ahnt nicht, dass die Vorgänge der letzten Tage in dem Spitzenkoch ein Umdenken hervorgerufen haben und er die Sendung an seine ehemalige Köchin Anja Lange abgeben will. Er weiß, dass sie sehr unter ihm gelitten hat und sie ein großes Kochtalent besitzt, deshalb will er sie mit dieser Geste fördern. Anja Lange ist daher mit in die Sendung eingeladen und als die tatverdächtige Sarah Ebstein das erfährt, bricht sie ihr Schweigen und verrät, dass sie diesmal den Sekt vergiftet hat, der zum Abschluss gereicht werden soll. In letzter Sekunde können Otto und Linett verhindern, dass davon getrunken wird.

## Hintergrund
Vergiftet wurde im Sommer 2016 in Berlin unter dem Arbeitstitel Der Tod ist kein Gourmet gedreht und am 7. Januar 2017 um 20:15 Uhr im ZDF erstausgestrahlt. Für die zahlreichen Kochszenen stand als Experte der ehemalige Sternekoch Franz Raneburger zur Seite. Die Küchenszenen wurden in der Großraumküche der Max-Schmeling-Halle gedreht, während die Innenszenen des Restaurants in dem Sternerestaurant Horváth am Kreuzberger Paul-Lincke-Ufer entstanden.
Sputnik, dessen Rolle als Geschäftsmann in der Serie als ein Running Gag angelegt ist, hat in dieser Folge einen vegetarischen Imbiss eröffnet.

## Rezeption

### Einschaltquoten
Die Erstausstrahlung erreichte am 7. Januar 2017 7,89 Mio. Zuschauer, was einem Marktanteil von 23,3 Prozent entspricht. Dies war der zweitbeste Wert in den 22 Jahren der Reihe. Beim jungen Publikum erreichte die Folge mit 14,6 Prozent und 1,55 Millionen Zuschauern sogar den Bestwert der Reihe.
Quotenmeter schrieb dazu: „Nach zuletzt klar rückläufigen Zahlen für die Krimireihe folgte nun ein echter Paukenschlag – vor all beim jungen Publikum war man stärker denn je. Die ‚Schlagerchampions‘ konnten da nicht mithalten.“

### Kritiken
Tilmann P. Gangloff meinte auf tittelbach.tv zu diesem Krimi: „Gemessen an den bislang überdurchschnittlich guten Filmen der neuen Zeitrechnung, also seit Stefanie Stappenbeck Maja Maranow ersetzt hat, ist ‚Vergiftet‘ ein eher durchschnittlicher Krimi.“ „Die Geschichte ist kurzweilig, aber auch nicht ungewöhnlich, zumal der Film nach dem üblichen Krimimuster abläuft.“
Die Kritiker der Fernsehzeitschrift TV Spielfilm werteten positiv und schrieben: „Heinze als ‚Kochbrocken‘ ist schon die halbe Miete! Trotz eines Durchhängers vorm (spannenden) Finale und der üblichen Flachwitze eine solide und gut besetzte Folge vor interessanter Küchen- und Kochshowkulisse. Dank zurückhaltender Ermittler der bisher beste Fall des „neuen“ Teams.“
TV Movie meinte: „Die Zutaten sind wahrlich exquisit: eine clevere Geschichte, interessante Charaktere und hochkarätige Gastdarsteller. Schmeckt sicher jedem Krimifan!“
Matthias Hannemann von der FAZ wertete: So „ein ordentlicher Krimi mit Tatort-Begehung am Anfang, Verhören in der Mitte, Wettlauf am Ende und verwirrend eingeflochtener Parallelhandlung um eine Verwirrte mit gewickeltem Ärmchen muss ja gelegentlich sein, sonst vergisst man, welche Rezepte früher für gute Filme so galten. Und ‚Vergiftet‘ bedient durchaus die Erwartungen eines Samstagabend-Publikums, das der seit 1994 laufenden Reihe auch nach dem frühen Tod der Schauspielerin Maja Maranow 2016 die Stange hält.“